# Hemerobius apatridus
Hemerobius apatridus là một loài côn trùng trong họ Hemerobiidae thuộc bộ Neuroptera. Loài này được Monserrat miêu tả năm 2001.